# Semispatha
Semispatha est le nom latin de l’épée courte.